# Elezioni legislative in Francia del 1932
Le elezioni legislative in Francia del 1932 per eleggere i 607 membri della Camera dei Deputati si sono tenute dal 1° all'8 maggio. Il sistema elettorale utilizzato fu un maggioritario a doppio turno per ogni arrondissement.

## Risultati
|                                                           |                                                       |            |      |       |
| Partito                                                   | Partito                                               | Voti       | Voti | Seggi |
| Partito                                                   | Partito                                               | Numero     | %    | Seggi |
|                                                           | Partito Radical-Socialista (PRRRS)                    | 1 964 384  | 20,5 | 160   |
|                                                           | Sezione Francese dell'Internazionale Operaia (SFIO)   | 1 836 991  | 19,2 | 131   |
|                                                           | Alleanza Democratica (AD)                             | 1 799 172  | 18,8 | 104   |
|                                                           | Federazione Repubblicana (FR)                         | 1 316 219  | 13,7 | 98    |
|                                                           | Partito Democratico Popolare (PDP)                    | 1 265 326  | 13,2 | 62    |
|                                                           | Sezione Francese dell'Internazionale Comunista (SFIC) | 796 630    | 8,3  | 23    |
|                                                           | Partito Repubblicano-Socialista (PRS)                 | 515 176    | 5,4  | 20    |
|                                                           | Partito di Unità Proletaria (PUP)                     | 82 524     | 0,9  | 9     |
| Totale voti                                               | Totale voti                                           | 9 576 422  | 100  | 607   |
| Elettori iscritti                                         | Elettori iscritti                                     | 11 740 893 | –    | –     |
| Astenuti                                                  | Astenuti                                              | 2 164 471  | 18,4 | –     |
| Fonte: France Politique (voti), France Politique (gruppi) |                                                       |            |      |       |